# Lao League 2024-2025
La Lao League 2024-2025 è stata la trentacinquesima edizione della massima serie del campionato di calcio del Laos. Il campionato è iniziato il 14 settembre 2024 e si è concluso il 1º marzo 2025.
Lo Young Elephant era la squadra campione in carica, avendo conquistato il suo secondo titolo nazionale nella stagione 2023. Il campionato è stato vinto dall'Ezra, campione nazionale per la prima volta nella sua storia. 

## Stagione

### Aggiornamenti
Non essendo previste promozioni e retrocessioni, alla competizione hanno preso parte le stesse 8 partecipanti dell'edizione 2023. Rispetto alle passate stagioni, la federazione ha adottato un cambio nel calendario, passando dall'anno solare ad una stagione su due anni, con inizio a settembre e termine in primavera.

### Formula
Le 8 squadre partecipanti giocano un girone di andata e ritorno, per un totale di 14 giornate. Al termine del campionato, la prima classificata è campione del Laos e ottiene la qualificazione per la AFC Challenge League 2025-2026. Non sono previste retrocessioni.

## Squadre partecipanti
| Club              | Città         | Stagione precedente |
| ----------------- | ------------- | ------------------- |
| Champasak Utd     | Pakse         | 6° in Lao League    |
| Ezra              | Vientiane     | 3° in Lao League    |
| Lao Army          | Vientiane     | 4° in Lao League    |
| Luang Prabang Utd | Luang Prabang | 5° in Lao League    |
| Master 7          | Vientiane     | 2° in Lao League    |
| Namtha United     | Luang Namtha  | 7° in Lao League    |
| Viengchanh        | Vientiane     | 8° in Lao League    |
| Young Elephant    | Vientiane     | Campione del Laos   |

## Classifica
|                 | Pos. | Squadra           | Pt | G  | V  | N | P  | GF | GS | DR  |
| --------------- | ---- | ----------------- | -- | -- | -- | - | -- | -- | -- | --- |
| Laos (bandiera) | 1.   | Ezra              | 38 | 14 | 12 | 2 | 0  | 56 | 13 | +43 |
|                 | 2.   | Young Elephant    | 34 | 14 | 11 | 1 | 2  | 41 | 12 | +29 |
|                 | 3.   | Master 7          | 29 | 14 | 9  | 2 | 3  | 40 | 18 | +22 |
|                 | 4.   | Luang Prabang Utd | 24 | 14 | 8  | 0 | 6  | 28 | 19 | +9  |
|                 | 5.   | Lao Army          | 16 | 14 | 5  | 1 | 8  | 27 | 32 | -5  |
|                 | 6.   | Namtha United     | 12 | 14 | 3  | 3 | 8  | 24 | 30 | -6  |
|                 | 7.   | Viengchanh        | 6  | 14 | 1  | 3 | 10 | 14 | 58 | -44 |
|                 | 8.   | Champasak Utd     | 3  | 14 | 1  | 0 | 13 | 15 | 63 | -48 |

Legenda:
      Campione del Laos e ammessa alla AFC Challenge League.